# Kolsassberg
Kolsassberg is een gemeente in het district Innsbruck Land van de Oostenrijkse deelstaat Tirol.
Kolsassberg is gemeente in het Tiroler laagland tussen Innsbruck en de ingang naar het Zillertal, in het Unterinntal ten zuiden van de Inn, op de westelijke helling van het Weerbachtal. Het is vooral gericht op het toerisme en in 2003 werden 22.500 overnachtingen geteld.
De gemeente bestaat uit vier woonkernen: Merans, Innerberg, Außerberg en Hochhäuser. In 1196 werd Kolsassberg voor het eerst vermeld. De gemeente is bereikbaar via een weg uit Kolsass, de Kolsassbergstraße (L332), die verder het Weerbachtal inloopt. Aan het einde van het dal loopt een route over de Nafingalm, de 2292 meter hoge Geiseljoch en de Geiselalm naar het Tuxertal en het Zillertal.
Van de voormalige burcht Rettenberg staan alleen nog de verdedigingsmuren en de hoektorens overeind. Het overige materiaal is in 1810 gebruikt voor de wederopbouw van de kerk van Wattens. Het wapen van Kolsassberg is net als het wapen van Kolsass afgeleid van het wapen van de vroegere eigenaar van burcht Rettenberg en toont twee gekruiste drakenkoppen op een rode achtergrond.